# 马歇尔 (得克萨斯州)

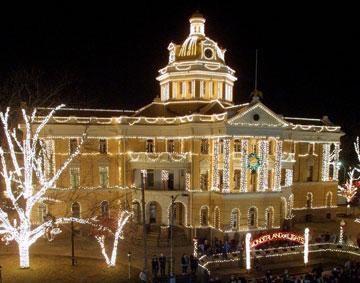
縣法院

马歇尔（Marshall）位于得克萨斯州东部。1842年起是哈里森縣的縣治。2020年有人口23,392。當地有製陶工业。位於马歇尔市中心以西的非裔美国人社区是德克萨斯州歷史最悠久的非裔美国人社区之一。

## 姊妹城市
- 中華民國台北